# Willem X van Aquitanië
Willem X van Aquitanië (Toulouse, 1099 - Santiago de Compostella, 9 april 1137), van Toulouse, bijgenaamd de Heilige, was een zoon van Willem IX van Aquitanië en Filippa van Toulouse. Als graaf van Poitiers was hij Willem VIII.

## Leven
Willem had in zijn jeugd een hoogoplopend conflict met zijn vader. Willem ergerde zich zeer aan de losbandige manier van leven van zijn vader en nam hem bijzonder kwalijk dat hij het graafschap Toulouse had verspeeld. Het conflict werd in 1120 bijgelegd en de verzoening werd bezegeld in 1121 door het huwelijk van Willem met Aénor van Châtellerault (ca. 1103 - Talmont, maart 1130-1136). Zij was de dochter van Aimery I van Châtellerault en diens vrouw Amalberga, die Aimery had verlaten om in alle openheid de minnares van Willem IX te worden. In 1126 volgde hij zijn vader op als hertog van Aquitanië en graaf van Poitiers.
In 1126 ontstond er een conflict tussen de graaf van Auvergne en de plaatselijke bisschop. Lodewijk VI van Frankrijk probeerde dit op te lossen en dat noodzaakte Willem tot ingrijpen omdat de graaf van Auvergne zijn leenman was. Lodewijk erkende Willems rechten op Auvergne, en Willem erkende Lodewijk als zijn koning. Willem was verder vooral bezig met het onderdrukken van opstandige families zoals de Lusignans, de Parthenayd en de Châtelaillons. 
Hij was een aanhanger van tegenpaus Anacletus II, totdat Bernardus van Clairvaux hem in 1134 overtuigde om paus Innocentius II te steunen. De eerste maal dat de hertog bezoek kreeg van Bernardus om hem te kapittelen voor zijn verknochtheid aan de tegenpaus Anacletus II, gaf hij opdracht het altaar, waaraan Bernardus de mis had gelezen, aan diggelen te slaan en tegen de grond te gooien. De abt moest wegens levensgevaar maken dat hij wegkwam. Willem X kreeg de kerkelijke banvloek over zich heen toen hij bisschoppen, die paus Innocentius II aanhingen, hun diocees uit joeg. Opnieuw kwam Bernardus onverwacht op bezoek, ditmaal op het kasteel te Parthenay. Er was een onderhoud en de volgende morgen droeg Bernardus er de mis op. De hertog was er bij aanwezig in het kerkportaal en de abt kwam op hem af en onder diens verbale geweld viel Willem voorover aan zijn voeten met volgens het verhaal schuim op de lippen onder gekerm en gekreun. Op bevel van Bernardus stond de hertog toe dat de aanwezige bisschop van Poitiers zijn zetel weer in kon nemen en sloot vrede met hem.
In 1136 steunde hij de aanval van Godfried V van Anjou op Normandië.
Willem bevorderde kunst en wetenschap en gaf zijn kinderen een goede opleiding. Hij overleed op een pelgrimstocht naar Compostella in het voorjaar van 1137, vermoedelijk aan voedselvergiftiging. Op zijn doodsbed verzocht hij Lodewijk VI van Frankrijk een goede echtgenoot voor zijn erfdochter Eleonora te vinden. Hij had haar en haar jongere zus Petronella al vóór zijn laatste reis in zijn paleis L'Ombrière te Bordeaux in veiligheid gebracht en zijn jongste broer Raymond ingeschakeld om een oogje in het zeil te houden.

## Huwelijken en kinderen
Willem en Aenor kregen de volgende kinderen:
- Eleonora
- Willem (1121-1137)
- Aelis (Petronella) (ca. 1125 - na 24 oktober 1151), tweede vrouw van Roeland I van Vermandois die zijn eerste vrouw voor haar verstootte.

Willem hertrouwde in 1136 met Emma van Limoges, dochter van Ademar III van Limoges en weduwe van Bardon van Cognac. Willem en Emma kregen geen kinderen. Emma hertrouwde met Willem VI van Angoulême.

## Genealogie
Van Aenor zijn de volgende voorouders bekend:
- (1) Amalrik burggraaf van Châtellerault (ca. 1075 - voor 1144) en Amalberga Bouchard. Amalberga liet zich in 1115 ontvoeren door Willem IX. Amalrik is begraven in de abdij van Noyers.
  - (2) Boso II van Châtellerault (ca. 1040 - na 1088) en Alienor van Thouars (ca. 1050 - na 1088)
    - (3) Hugo van Châtellerault (ca. 1005 - ca. 1070) en Gerberga Rochefoucauld
      - (4) Boso I Châtellerault (ca. 970 - voor 1012) en Amelia
        - (5) Adrald van Châtellerault en Gersinde Mortimer

    - (3) Amalrik IV van Thouars en Ermengarde van Mauléon (ca. 1030 - ca. 1075)

## Voorouders
| Voorouders van Willem X van Aquitanië | Voorouders van Willem X van Aquitanië                                         | Voorouders van Willem X van Aquitanië                                         | Voorouders van Willem X van Aquitanië                                         | Voorouders van Willem X van Aquitanië                                         | Voorouders van Willem X van Aquitanië                                  | Voorouders van Willem X van Aquitanië                                  | Voorouders van Willem X van Aquitanië                                      | Voorouders van Willem X van Aquitanië                                      |
| ------------------------------------- | ----------------------------------------------------------------------------- | ----------------------------------------------------------------------------- | ----------------------------------------------------------------------------- | ----------------------------------------------------------------------------- | ---------------------------------------------------------------------- | ---------------------------------------------------------------------- | -------------------------------------------------------------------------- | -------------------------------------------------------------------------- |
| Overgrootouders                       | Willem V van Aquitanië (969-1030) ∞ Agnes van Mâcon (995-1068)                | Willem V van Aquitanië (969-1030) ∞ Agnes van Mâcon (995-1068)                | Robert I van Bourgondië (1011-1076) ∞ Ermengarde van Anjou (1018-1076)        | Robert I van Bourgondië (1011-1076) ∞ Ermengarde van Anjou (1018-1076)        | Pons van Toulouse (998-1060) ∞ Almodis van La Marche (ca.1020-1071)    | Pons van Toulouse (998-1060) ∞ Almodis van La Marche (ca.1020-1071)    | Robert van Mortain (1040-1095) ∞ Mathilde van Montgomery (ca.1045-ca.1085) | Robert van Mortain (1040-1095) ∞ Mathilde van Montgomery (ca.1045-ca.1085) |
| Grootouders                           | Willem VIII van Aquitanië (1023-1086) ∞ Hildegarde van Bourgondië (1050-1120) | Willem VIII van Aquitanië (1023-1086) ∞ Hildegarde van Bourgondië (1050-1120) | Willem VIII van Aquitanië (1023-1086) ∞ Hildegarde van Bourgondië (1050-1120) | Willem VIII van Aquitanië (1023-1086) ∞ Hildegarde van Bourgondië (1050-1120) | Willem IV van Toulouse (1040-1094) ∞ Emma van Conteville (-)           | Willem IV van Toulouse (1040-1094) ∞ Emma van Conteville (-)           | Willem IV van Toulouse (1040-1094) ∞ Emma van Conteville (-)               | Willem IV van Toulouse (1040-1094) ∞ Emma van Conteville (-)               |
| Ouders                                | Willem IX van Aquitanië (1071-1126) ∞ Filippa van Toulouse (1073-1117)        | Willem IX van Aquitanië (1071-1126) ∞ Filippa van Toulouse (1073-1117)        | Willem IX van Aquitanië (1071-1126) ∞ Filippa van Toulouse (1073-1117)        | Willem IX van Aquitanië (1071-1126) ∞ Filippa van Toulouse (1073-1117)        | Willem IX van Aquitanië (1071-1126) ∞ Filippa van Toulouse (1073-1117) | Willem IX van Aquitanië (1071-1126) ∞ Filippa van Toulouse (1073-1117) | Willem IX van Aquitanië (1071-1126) ∞ Filippa van Toulouse (1073-1117)     | Willem IX van Aquitanië (1071-1126) ∞ Filippa van Toulouse (1073-1117)     |
| Willem X van Aquitanië (1099-1137)    |                                                                               |                                                                               |                                                                               |                                                                               |                                                                        |                                                                        |                                                                            |                                                                            |